# Funeral
Funeral je debitantski album kanadskog indie rock sastava Arcade Fire, objavljen 14. rujna 2004. u Sjevernoj Americi u izdanju Merge Recordsa te 28. veljače 2005. u Europi pod etiketom Rough Trade Recordsa. Dobio je takav naslov jer je nekoliko članova sastava u bliskoj prošlosti izgubilo nekoliko članova svojih obitelji: baka Régine Chassagne umrla je u srpnju 2003., djed Wina i Williama Butlera (swing glazbenik Alvino Rey) u ožujku 2004., a tetka Richarda Reeda Parryja u travnju 2004.

## Povijest
Preliminarna snimanja za Funeral obavljena su tijekom kolovoza 2003. u Hotel2Tango u Montrealu, a snimanje je završeno kasnije te godine.
Album je iznjedrio pet singlova. Najuspješniji, "Rebellion (Lies)", popeo se na 19. poziciju UK Singles Charta. Album je 2005. nominiran za Grammy u kategoriji najboljeg albuma alternativne glazbe. Zaradio je priznanja kritike te je uvršten na mnoge popise najboljih albuma godine. Našao se na osmom mjestu u knjizi Bob Mersereaua iz 2007. The Top 100 Canadian Albums, trećem u izboru 50 najboljih albuma desetljeća Paste Magazinea, te na drugom u Pitchforkovu izboru 200 najboljih albuma 2000-ih.

## Recenzije
Kritički prijem bio je izuzetno pozitivan. Prema podacima s Metacritica, koji izračunava prosječnu ocjenu mainstream kritike, album ima 90 posto pozitivnih recenzija, od njih 30. Recenzent Allmusica James Christopher Monger ocijenio je album s četiri i pol zvjezdice od pet. Opisao ga je kao "hrabar, snažan i premazan nečim što mnogim indie rock izvođačima očajno nedostaje: element stvarne opasnosti." Rock kritičar Robert Christgau dao je albumu A-, rekavši da je Funeral "...odviše dramatičan, ali svjestan svojih malih mjesta u velikom svijetu, te obično prelijep." Pitchfork Media uvrstio je album na drugu poziciju na svojoj listi 200 najboljih albuma 2000-ih, iza Radioheadova Kid A.
Drowned in Sound također je hvalio Funeral. Recenzent Jesus Chigley nazvao je album "...istodobno snažnim i ispunjenim nadom i euforičnim", rekavši kako ima "sve što se može reći o smrtnosti i to čini u 10 pjesama." Josh Drimmer iz Stylusa' ocijenio je Funeral maksimalnom ocjenom, nazvavši ga "slavljeničkim, emocionalno bogatim i životno osvjedočenim". Dave Simpson iz The Guardiana nazvao ga je "jednim od već daleko najboljih u godini." Zeth Lundy s PopMattersa komplimentirao je Funeralu na njegovoj ekscentričnosti, nazvavši ga "na trenutke bizarnim i svugdje prepoznatljivim, jednako prelijepim i bolnim, teatralnim i iskrenim, opirući se kategorizaciji u pokušaju da stvori nove žanrove." Entertainment Weekly uvrstio ga je na svoj popis najboljih albuma desetljeća, rekavši, "Sprovodi su općenito tmurni događaji, ali emocionalno nabijeni debi kanadskih indie rockera iz 2004. uglavnom nas je nasmijavao. I, u redu, malo oneraspoložio."

## Popis pjesama
Tekstovi i glazba: Arcade Fire. 
| 1.    | »Neighborhood #1 (Tunnels)«   | 4:48 |
| 2.    | »Neighborhood #2 (Laïka)«     | 3:31 |
| 3.    | »Une année sans lumière«      | 3:40 |
| 4.    | »Neighborhood #3 (Power Out)« | 5:12 |
| 5.    | »Neighborhood #4 (7 Kettles)« | 4:49 |
| 6.    | »Crown of Love«               | 4:42 |
| 7.    | »Wake Up«                     | 5:35 |
| 8.    | »Haïti«                       | 4:07 |
| 9.    | »Rebellion (Lies)«            | 5:10 |
| 10.   | »In the Backseat«             | 6:20 |
| 48:12 |                               |      |

Tekstovi i glazba: Arcade Fire. 
| 1. | »My Buddy« (Alvino Rey Orchestra)                                  |  |
| 2. | »Neighborhood #3 (Power Out)« (August Session)                     |  |
| 3. | »Brazil«                                                           |  |
| 4. | »Neighborhood #3 (Power Out)« (uživo u Great American Music Hallu) |  |

## Osoblje
- Win Butler – vokali, električna gitara, akustična gitara, klavir, sintesajzer, bas
- Régine Chassagne – vokali, bubnjevi, sintesajzer, klavir, harmonika, ksilofon, snimatelj, udaraljke
- Richard Reed Parry – električna gitara, sintesajzer, orgulje, klavir, harmonika, ksilofon, udaraljke, kontrabas, tehničar, snimatelj
- Timothy Kingsbury – bas, električna gitara, akustična gitara
- Howard Bilerman – bubnjevi, gitara, tehničar, snimatelj
- William Butler – bas, ksilofon, sintesajzer, udaraljke
- Sarah Neufeld – violina, gudački aranžmani
- Owen Pallett – violina, gudački instrumenti
- Michael Olsen – čelo
- Pietro Amato – rog
- Anita Fust – harfa
- Sophie Trudeau – violina na "Wake Up"
- Jessica Moss – violina na "Wake Up"
- Gen Heistek – viola na "Wake Up"
- Arlen Thompson – bubnjevi na "Wake Up"
- Arcade Fire – producenti, gudački instrumenti, tehničari, snimatelji
- Ryan Morey – mastering
- Tracy Maurice – omot
- Hilary Treadwell – fotografija

## Nagrade
- #3 - 100 najboljih albuma desetljeća u izboru Rhapsodyja[12]
- #2 - Najbolji alt/indie albumi desetljeća u izboru Rhapsodyja[13]
- #1 – Top 50 albuma 2004. u izboru Pitchfork Media[14]
- #45 – Top 100 albuma 2000. – 04. u izboru Pitchforka[15]
- #2 – Top 200 albuma 2000-ih u izboru Pitchforka[16]
- #6 – Izbor kritičara Village Voicea najboljih albuma 2004.[17]
- #11 – Top 50 albuma 2000. – 2005. u izboru Stylusa[18]
- #10 - Top 40 albuma 2004. u izboru Stylusa[19]
- #1 – Top 100 albuma 2004. - Rate Your Music[20]
- #2 – Top 100 albuma 2000-ih - Rate Your Music[21]
- #78 – Top 100 albuma svih vremena - Rate Your Music[21]
- #2 – Albumi 2005. NME-a[22]
- #6 - 100 najboljih indie rock albuma svih vremena u izboru Blender Magazinea[23]
- #8 - Albumi 2005. u izboru Planet Sounda
- #6 - Popis 100 najboljih albuma desetljeća u izboru Rolling Stonea[24]

## Vanjske poveznice
- Diskografija Arcade Firea  Arhivirana inačica izvorne stranice od 22. travnja 2009. (Wayback Machine)